# Aliyah
Aliyah (hebraisk עלייה, Aliya, "opstigning") betegner jødisk indvandring til Israels land (og, siden staten blev oprettet i 1948, Staten Israel). Det modsatte fænomen, jødisk udvandring fra Israel, benævnes yerida (udvandring).

## Religiøse, ideologistiske og kulturelle sider
Aliyah bliver betragtet som et grundlæggende koncept i zionisme, lovformeligt udtrykt i Loven om tilbagevending, som giver alle jøder ret til at indvandre til og bosætte sig i Israel og ved det automatisk opnå israelsk statsborgerskab. Jøder, som gennemfører aliyah, bliver kaldt for oleh (m. ental), olah (f. ental) eller olim (flertal). Mange religiøse jøder ser på aliyah som tilbagekomsten til Det lovede land som en del af Guds bibelske løfte til efterkommerne af de hebraiske patriarker Abraham, Isak og Jakob. Aliyah er i nogen tolkninger inkluderet som et bud i de 613 bud givet af Tanakh.
Inden for zionismen omfatter udtrykket aliyah (flertal aliyot) både frivillig indvandring af ideologiske, følelsesmæssige eller praktiske grunde og flugt fra jødisk forfølgelse. De jøder, som i dag bor i Israel, har deres rødder i andre lande. Mange af disse valgte selv at bosætte sig i Staten Israel frem for et andet land, selv om en del også blev tvunget til at forlade deres oprindelige hjemland.
I den almindeligste traditionelle jødiske rækkefølge af Tanakhs bøger er det sidste ord i Tanakh (altså det sidste ordet i den originale hebraiske version i Anden Krønikebog 36,23) veya`al, en bydeform med samme rødder som ordet aliyah, og betyder "lad ham drage op [til Israel]".

## Førzionistisk aliyah (1200–1882)
Tekst mangler, hjælp os med at skrive teksten

## Zionistisk aliyah (Fra 1882)
I zionistisk historie er de forskellige aliyahbølger, som begyndte, da biluim ankom Israel fra Rusland i 1882, ofte kategoriserede efter tid og immigrantenes hjemland.

### Første aliyah (1881/82–1903)
Mellem 1882 og 1903 indvandrede omkring 35.000 jøder til Palæstina, som da var en provins i Det osmanniske rige. Majoriteten af disse hørte til Hovevei Zion- eller Bilu-bevægelsen, og kom fra Det jødiske bosættelsesområde i Zar-Rusland, og en mindre del kom fra Yemen. Mange grundlagde jordbrugssamfund. Blandt de byer, som disse indvandrere oprettede, er Petah Tikva (allerede i 1878), Rishon LeZion, Rosh Pina og Zikhron Ya'aqov. I 1882 etablerede yemenitiske jøder en ny bydel i Jerusalem i Silwan, sydøst for den gamle bys mure ved Olivenberget.

### Aliyah Bet (1933–1948)
Aliyah Bet betegner den illegale jødiske indvandring under og efter 2. verdenskrig.

### Immigration fra 1948–1950
Tekst mangler, hjælp os med at skrive teksten

### Jøder fra Mellemøsten
Tekst mangler, hjælp os med at skrive teksten

### Etiopisk aliyah
Tekst mangler, hjælp os med at skrive teksten

### Aliyah fra Sovjetunionen og tidligere sovjetiske stater
Tekst mangler, hjælp os med at skrive teksten

## Nyere immigration

### Aliyah fra Argentina
Tekst mangler, hjælp os med at skrive teksten

### Fransk aliyah
Tekst mangler, hjælp os med at skrive teksten

### Nordamerikansk aliyah
Tekst mangler, hjælp os med at skrive teksten